# Catoptria confusellus
Catoptria confusellus là một loài bướm đêm trong họ Crambidae.